# Wereldkampioenschappen zwemsporten 1975
De tweede wereldkampioenschappen zwemsporten vonden plaats van 19 tot 27 juli 1975 in Cali (Colombia). Het kampioenschap, waar naast zwemmen ook synchroonzwemmen, schoonspringen en waterpolo op het programma stonden, telde 682 deelnemers uit 39 landen.

## Podia

### Zwemmen: Mannen
| Onderdeel            | Goud                                                                         | Goud       | Zilver                                                                        | Zilver   | Brons                                                                       | Brons    |
| -------------------- | ---------------------------------------------------------------------------- | ---------- | ----------------------------------------------------------------------------- | -------- | --------------------------------------------------------------------------- | -------- |
| Vrije slag           |                                                                              |            |                                                                               |          |                                                                             |          |
| 100 m                | Andrew Coan Verenigde Staten                                                 | 51,23      | Vladimir Boere Sovjet-Unie                                                    | 51,32    | Jim Montgomery Verenigde Staten                                             | 51,44    |
| 200 m                | Timothy Shaw Verenigde Staten                                                | 1.51.04    | Bruce Furniss Verenigde Staten                                                | 1.51.72  | Brian Brinkley Verenigd Koninkrijk                                          | 1.53.56  |
| 400 m                | Timothy Shaw Verenigde Staten                                                | 3.54,88    | Bruce Furniss Verenigde Staten                                                | 3.57,71  | Franck Pfütze Duitse Democratische Republiek                                | 4.01,10  |
| 1500 m               | Timothy Shaw Verenigde Staten                                                | 15.28,92   | Brian Goodell Verenigde Staten                                                | 15.39,00 | David Parker Verenigd Koninkrijk                                            | 15.58,21 |
| Rugslag              |                                                                              |            |                                                                               |          |                                                                             |          |
| 100 m                | Roland Matthes Duitse Democratische Republiek                                | 58,15      | John Murphy Verenigde Staten                                                  | 58,34    | Malvin Nash Verenigde Staten                                                | 58,38    |
| 200 m                | Zoltán Verrasztó Hongarije                                                   | 2.05,05    | Mark Tonelli Australië                                                        | 2.05,78  | Paul Hove Verenigde Staten                                                  | 2.06,49  |
| Schoolslag           |                                                                              |            |                                                                               |          |                                                                             |          |
| 100 m                | David Wilkie Verenigd Koninkrijk                                             | 1.04,26    | Nobutaka Taguchi Japan                                                        | 1.05,04  | David Leigh Verenigd Koninkrijk                                             | 1.05,32  |
| 200 m                | David Wilkie Verenigd Koninkrijk                                             | 2.18,23    | Richard Colella Verenigde Staten                                              | 2.21,60  | Nikolaj Pankin Sovjet-Unie                                                  | 2.21,75  |
| Vlinderslag          |                                                                              |            |                                                                               |          |                                                                             |          |
| 100 m                | Gregory Jagenburg Verenigde Staten                                           | 55,63      | Roger Pyttel Duitse Democratische Republiek                                   | 56,04    | Wiliam Forrester Verenigde Staten                                           | 56,07    |
| 200 m                | William Forrester Verenigde Staten                                           | 2.01,95    | Roger Pyttel Duitse Democratische Republiek                                   | 2.02,22  | Brian Brinkley Verenigd Koninkrijk                                          | 2.02,47  |
| Wisselslag           |                                                                              |            |                                                                               |          |                                                                             |          |
| 200 m                | András Hargitay Hongarije                                                    | 2.07,72    | Bruce Furniss Verenigde Staten                                                | 2.07,75  | Andrej Smirnov Sovjet-Unie                                                  | 2.08,52  |
| 400 m                | András Hargitay Hongarije                                                    | 4.32,57    | Andrej Smirnov Sovjet-Unie                                                    | 4.35,64  | Hans-Joachim Geissler West-Duitsland                                        | 4.36,40  |
| Vrije slag estafette |                                                                              |            |                                                                               |          |                                                                             |          |
| 4×100 m              | Verenigde Staten Bruce Furniss Jim Montgomery Andrew Coan John Murphy        | 3.24,85 WR | West-Duitsland Klaus Steinbach Dirk Braunleder Kersten Meier Peter Nocke      | 3.29,55  | Italië Roberto Pangaro Paolo Barelli Claudio Zei Marcello Guarducci         | 3.31,85  |
| 4×200 m              | West-Duitsland Klaus Steinbach Werner Lampe Hans-Joachim Geißler Peter Nocke | 7.39,44    | Verenigd Koninkrijk Alan McClatchey Gary Jameson Gordon Downie Brian Brinkley | 7.42,55  | Sovjet-Unie Alexandre Samsonov Anatoli Ribakov Viktor Aboimov Andrej Krilov | 7.43,58  |
| Wisselslag estafette |                                                                              |            |                                                                               |          |                                                                             |          |
| 4×100 m              | Verenigde Staten John Murphy Richard Colella Gregory Jagenburg Andrew Coan   | 3.49,00    | West-Duitsland Klaus Steinbach Walter Kusch Michael Kraus Peter Nocke         | 3.51,85  | Verenigd Koninkrijk James Carter David Wilkie Brian Brinkley Gordon Downie  | 3.52,80  |

### Zwemmen: Vrouwen
| Onderdeel            | Goud                                                                                         | Goud       | Zilver                                                                       | Zilver  | Brons                                                              | Brons   |
| -------------------- | -------------------------------------------------------------------------------------------- | ---------- | ---------------------------------------------------------------------------- | ------- | ------------------------------------------------------------------ | ------- |
| Vrije slag           |                                                                                              |            |                                                                              |         |                                                                    |         |
| 100 m                | Kornelia Ender Duitse Democratische Republiek                                                | 56,50      | Shirley Babashoff Verenigde Staten                                           | 57,81   | Enith Brigitha Nederland                                           | 58,20   |
| 200 m                | Shirley Babashoff Verenigde Staten                                                           | 2.02,50    | Kornelia Ender Duitse Democratische Republiek                                | 2.02,69 | Enith Brigitha Nederland                                           | 2.03,92 |
| 400 m                | Shirley Babashoff Verenigde Staten                                                           | 4.16,87    | Jennifer Turrall Australië                                                   | 4.17,88 | Katherine Heddy Verenigde Staten                                   | 4.18,03 |
| 800 m                | Jennifer Turrall Australië                                                                   | 8.44,75    | Heather Greenwood Verenigde Staten                                           | 8.48,88 | Shirley Babashoff Verenigde Staten                                 | 8.53,22 |
| Rugslag              |                                                                                              |            |                                                                              |         |                                                                    |         |
| 100 m                | Ulrike Richter Duitse Democratische Republiek                                                | 1.03,30    | Birgit Treiber Duitse Democratische Republiek                                | 1.04,34 | Nancy Garapick Canada                                              | 1.04,73 |
| 200 m                | Birgit Treiber Duitse Democratische Republiek                                                | 2.15,46 WR | Nancy Garapick Canada                                                        | 2.16,09 | Ulrike Richter Duitse Democratische Republiek                      | 2.18,76 |
| Schoolslag           |                                                                                              |            |                                                                              |         |                                                                    |         |
| 100 m                | Hannelore Anke Duitse Democratische Republiek                                                | 1.12,72    | Wijda Mazereeuw Nederland                                                    | 1.14,29 | Marcia Morey Verenigde Staten                                      | 1.15,00 |
| 200 m                | Hannelore Anke Duitse Democratische Republiek                                                | 2.37,25    | Wijda Mazereeuw Nederland                                                    | 2.37,50 | Karla Linke Duitse Democratische Republiek                         | 2.38,28 |
| Vlinderslag          |                                                                                              |            |                                                                              |         |                                                                    |         |
| 100 m                | Kornelia Ender Duitse Democratische Republiek                                                | 1.01,24 WR | Rosemarie Kother Duitse Democratische Republiek                              | 1.01,80 | Camille Wright Verenigde Staten                                    | 1.02,79 |
| 200 m                | Rosemarie Kother Duitse Democratische Republiek                                              | 2.13,82    | Valerie Lee Verenigde Staten                                                 | 2.14,89 | Gabrielle Wuschek Duitse Democratische Republiek                   | 2.15,95 |
| Wisselslag           |                                                                                              |            |                                                                              |         |                                                                    |         |
| 200 m                | Katherine Heddy Verenigde Staten                                                             | 2.19,80    | Ulrike Tauber Duitse Democratische Republiek                                 | 2.20,40 | Angela Franke Duitse Democratische Republiek                       | 2.20,41 |
| 400 m                | Ulrike Tauber Duitse Democratische Republiek                                                 | 4.52,73    | Kala Linke Duitse Democratische Republiek                                    | 4.57,86 | Katherine Heddy Verenigde Staten                                   | 5.00,46 |
| Vrije slag estafette |                                                                                              |            |                                                                              |         |                                                                    |         |
| 4×100 m              | Duitse Democratische Republiek Kornelia Ender Barbara Krause Claudia Hempel Ute Brückner     | 3.49,37 WR | Verenigde Staten Katherine Heddy Karen Reeser Kelly Rowell Shirley Babashoff | 3.50,74 | Canada Gail Amundrud Anne Jardin Becky Smith Jill Quick            | 3.53,37 |
| Wisselslag estafette |                                                                                              |            |                                                                              |         |                                                                    |         |
| 4×100 m              | Duitse Democratische Republiek Ulrike Richter Hannelore Anke Rosemarie Kother Kornelia Ender | 4.14,74    | Verenigde Staten Linda Jazek Marcia Morey Camille Wright Shirley Babashoff   | 4.20,47 | Nederland Paula van Eijk Wijda Mazereeuw José Damen Enith Brigitha | 4.21,45 |

### Schoonspringen
| Onderdeel | Goud                          | Goud                          | Zilver                        | Zilver                        | Brons                            | Brons                            |
| --------- | ----------------------------- | ----------------------------- | ----------------------------- | ----------------------------- | -------------------------------- | -------------------------------- |
| Mannen    |                               |                               |                               |                               |                                  |                                  |
| 3 meter   | Philip Boggs Verenigde Staten | Philip Boggs Verenigde Staten | Klaus Dibiasi Italië          | Klaus Dibiasi Italië          | Viacheslav Strajov Sovjet-Unie   | Viacheslav Strajov Sovjet-Unie   |
| 10 meter  | Klaus Dibiasi Italië          | Klaus Dibiasi Italië          | Nikolai Mijailin Sovjet-Unie  | Nikolai Mijailin Sovjet-Unie  | Carlos Girón Mexico              | Carlos Girón Mexico              |
| Vrouwen   |                               |                               |                               |                               |                                  |                                  |
| 3 meter   | Irina Kalinina Sovjet-Unie    | Irina Kalinina Sovjet-Unie    | Tatiana Volynkina Sovjet-Unie | Tatiana Volynkina Sovjet-Unie | Christine Loock Verenigde Staten | Christine Loock Verenigde Staten |
| 10 meter  | Janet Ely Verenigde Staten    | Janet Ely Verenigde Staten    | Irina Kalinina Sovjet-Unie    | Irina Kalinina Sovjet-Unie    | Ulrika Knape Zweden              | Ulrika Knape Zweden              |

### Synchroonzwemmen
| Onderdeel        | Goud                                         | Goud                                         | Zilver                           | Zilver                           | Brons                                 | Brons                                 |
| ---------------- | -------------------------------------------- | -------------------------------------------- | -------------------------------- | -------------------------------- | ------------------------------------- | ------------------------------------- |
| Synchroonzwemmen |                                              |                                              |                                  |                                  |                                       |                                       |
| Solo             | Gail Buzonas Verenigde Staten                | Gail Buzonas Verenigde Staten                | Sylvie Fortier Canada            | Sylvie Fortier Canada            | Yasuko Unezaki Japan                  | Yasuko Unezaki Japan                  |
| Duet             | Robin Curren Amanda Norrish Verenigde Staten | Robin Curren Amanda Norrish Verenigde Staten | Laura Wilkin Carol Stuart Canada | Laura Wilkin Carol Stuart Canada | Masako Fujiwara Yasuko Fujiwara Japan | Masako Fujiwara Yasuko Fujiwara Japan |
| Team             | Verenigde Staten                             | Verenigde Staten                             | Canada                           | Canada                           | Japan                                 | Japan                                 |

### Waterpolo
| Onderdeel | Goud        | Goud        | Zilver    | Zilver    | Brons  | Brons  |
| --------- | ----------- | ----------- | --------- | --------- | ------ | ------ |
| Mannen    |             |             |           |           |        |        |
| Team      | Sovjet-Unie | Sovjet-Unie | Hongarije | Hongarije | Italië | Italië |

## Medaillespiegel
| Plaats | Land                           | Goud | Zilver | Brons | Totaal |
| ------ | ------------------------------ | ---- | ------ | ----- | ------ |
| 1      | Verenigde Staten               | 16   | 11     | 10    | 37     |
| 2      | Duitse Democratische Republiek | 11   | 7      | 5     | 23     |
| 3      | Hongarije                      | 3    | 1      | 0     | 4      |
| 4      | Sovjet-Unie                    | 2    | 5      | 4     | 11     |
| 5      | Verenigd Koninkrijk            | 2    | 1      | 5     | 8      |
| 6      | West-Duitsland                 | 1    | 2      | 1     | 4      |
| 7      | Australië                      | 1    | 2      | 0     | 3      |
| 8      | Italië                         | 1    | 1      | 2     | 4      |
| 9      | Canada                         | 0    | 4      | 2     | 6      |
| 10     | Nederland                      | 0    | 2      | 3     | 5      |
| 11     | Japan                          | 0    | 1      | 3     | 4      |
| 12     | Mexico                         | 0    | 0      | 1     | 1      |
| 12     | Zweden                         | 0    | 0      | 1     | 1      |
|        | Totaal                         | 37   | 37     | 37    | 111    |

Langebaan (50 meter):

mannen · vrouwen

Belgrado 1973 · 
Cali 1975 · 
West-Berlijn 1978 · 
Guayaquil 1982 · 
Madrid 1986 · 
Perth 1991 · 
Rome 1994 · 
Perth 1998 · 
Fukuoka 2001 · 
Barcelona 2003 · 
Montréal 2005 · 
Melbourne 2007 · 
Rome 2009 · 
Shanghai 2011 · 
Barcelona 2013 · 
Kazan 2015 · 
Boedapest 2017 ·
Gwangju 2019 · 
Boedapest 2022 · 
Fukuoka 2023 · 
Doha 2024 · 
Singapore 2025

Kortebaan (25 meter): 

Palma de Mallorca 1993 · 
Rio de Janeiro 1995 · 
Gotenburg 1997 · 
Hongkong 1999 · 
Athene 2000 · 
Moskou 2002 · 
Indianapolis 2004 · 
Shanghai 2006 · 
Manchester 2008 · 
Dubai 2010 · 
Istanboel 2012 · 
Doha 2014 · 
Windsor 2016 · 
Hangzhou 2018 · 
Abu Dhabi 2021 · 
Melbourne 2022 · 
Boedapest 2024